# Башмаков, Дмитрий Евлампиевич
Дмитрий Евлампиевич Башмаков (1792, Казанская губерния — 1835, Симферополь) — действительный статский советник, предводитель дворянства Таврической губернии, камергер. Участник Отечественной войны 1812 года.

## Биография
Из дворян Симбирской губернии, родился в семье казанского прокурора Евлампия Михайловича Башмакова (1760—1816) от его брака (с 18 октября 1790 года) с Анной Алексеевной Вагнеровой (1770—02.12.1834), внучки крещёного еврея генерал-адъютанта В. А. Вагнера, окончившей курс Смольного института в первом выпуске от его основания.
Получив домашнее образование, Дмитрий Башмаков 2 марта 1809 года поступил в Кавалергардский полк юнкером. В 1810 году произведён в эстандарт-юнкера и 9 июня 1811 года в корнеты. Во время Отечественной войны Башмаков сначала состоял чиновником (ординарцем) при Барклае-де-Толли, участвовал в сражениях при Витебске и Смоленске. 9 октября 1812 года Башмаков был назначен адъютантом к князю Д. В. Голицыну. 5 и 6 ноября участвовал в сражении под Красным.
Участвовал в Бородинской битве. Принимал участие в сражениях при Люцене, Бауцене, Дрездене и в Кульмском сражении. Отличился в сражении под Лейпцигом: по свидетельству князя Голицына, во всё время сражения он вместе с другим кавалергардом Неклюдовым, мужественно проезжал под сильным ружейным огнём и исполнял с точностью при учиненной 2-й дивизией при деревне Пробст-Гейде атаке возложенные на него обязанности, исправлял разносторонние от сильного огня ряды и вводил оные в свои места и тем способствовал успеху дела. 20 февраля 1813 года произведён в поручики, 23 сентября того же года в штабс-ротмистры.
Принимал участие в сражениях при Бриене, Шалоне, Лаферте (с вюртембергскими войсками), Фершампенуазе и при взятии Парижа.
Масон, с 1816 года член петербургской ложи «Трёх добродетелей», членами которой были многие декабристы, одно время был обрядоначальником ложи. Возможно, сам являлся членом «Союза благоденствия». Пожалован в ротмистры 15 октября 1817, с оставлением в адъютантской должности, в ноябре был отчислен во фронт, а 27 марта 1819 пожалован в полковники Кавалергардского полка и назначен командиром 6-го эскадрона, а затем имени своего 2-го эскадрона. В июне 1820 уволен в 6-месячный отпуск к Карлсбадским водам в Богемии для излечения болезни.
По словам графа М. Д. Бутурлина весной 1821 года он был во Флоренции, а затем в южной Италии. Во время занятия Неаполя австрийцами, известный красавец Башмаков имел там дуэль с австрийским офицером князем Вальдеком и был ранен пулей в бок. В мае 1824 уволен в 4-месячный отпуск для излечения болезни, в октябре срок отпуска продлён ещё на 4 месяца. С 13 апреля 1825 уволен от военной службы, по болезни, для определения к статским делам, с производством в действительные статские советники и пожалован камергером. Тем же указом назначен чиновником особых поручении к новороссийскому генерал-губернатору и полномочному наместнику Бессарабской области графу Воронцову. В том же — 1825 году, он сопровождал Александра I в Крым.
После восстания 14 декабря 1825 года декабристов М. И. Муравьёв-Апостол указывал, что «полковник Башмаков» состоял членом Союза благоденствия. Однако следствие, по всей видимости, не придало вниманию его показания и Д. Е. Башмаков к нему не привлекался и наказания не понёс. По засвидетельствованию графа Воронцова о ревностной службе в июне 1826 пожалован орденом Святого Владимира 3 степени.
По прошению, уволен «вовсе от службы» 16 марта 1828. Из «отставных камергеров» и «состоящих не у дел» действительных статских советников определён в службу в штат главного попечителя колонистов и председателя Попечительного комитета о колонистах южного края России, генерала от инфантерии И. Н. Инзова, чиновником «для исполнения разных поручений по управлению тамошними колониями» 22 февраля 1829. Указом от 14 марта 1829, данным Придворной конторе, ведено его числить, по прежнему, камергером Двора Его Величества.
В Мшатке Башмаков начал строить большой красивый дом, причем все материалы, кроме камня и леса, ему приходилось доставлять через горы, не имевшие ещё дорог, а работников привозить из центральной России. Несмотря на большие препятствия и затраты, постройка была окончена за год. После чего Башмаков принялся за виноградные плантации, избирался четвёртым почётным директором акционерной Крымской винной компании. Не ограничиваясь этим он купил в степи большие земли и перевел туда крестьян из России. В это время попечителем колонистов южного края России был генерал Инзов, к которому в 1830-х годах в попечительном комитете о тех же колонистах он состоял непременным членом. С 1832 года Башмаков был уже одним из крупных помещиков Таврической губернии, по последней, 7-й ревизии — 1815, состоит «наследственных крестьян Казанской губернии Спасского уезда при сельце Косякове мужеска пола 230 душ. Таврической губернии Евпаторийского уезда при деревне Чоботар, что ныне Дмитриевка, мужеска пола 25 душ. На Южном берегу разные обзаведения: фруктовые и виноградные сады и при разных деревнях в Евпаторийском уезде 5000 десятин земли».
Определением Таврического Д. Д. С. от 11 ноября 1831, с семейством внесён в 3 часть ДРК Таврической губернии. Оценив полезные труды Башмакова по устройству, внутреннего хозяйства Крыма, местное дворянство в декабре 1832 года избрало его своим губернским предводителем; высочайше утверждён в том звании 21 июля 1833, с оставлением в придворном звании камергера указом от 28 сентября 1833. Ради этой должности ему пришлось оставить гражданскую службу. Он переехал в Симферополь и там купил себе дом, в котором и поселился. В связи с гибельным неурожаем, постигшим Крым в 1833, по инициативе Башмакова и его супруги в Симферополе составилось благотворительное «Общество для приискания средств к снабжению бедных пищей, одеянием и приютом», с 12 декабря 1833 преобразованное во временный благотворительный Комитет о продовольствии бедных Таврической губернии, под председательством вице-губернатора Княжевича. В воздаяние «отлично-усердной службы», по званию и должности таврического губернского предводителя дворянства, в сентябре 1834 награждён орденом Святого Станислава 2 степени. Скончался 3 января 1835 года в Симферополе от «воспаления в мозге», где похоронен в Старом соборе. Новороссийский и бессарабский генерал-губернатор, граф М. С. Воронцов, с инспекционной поездкой приехав в Симферополь 11 марта 1835, в день приезда посетил семейство вдовы Башмакова.

## Семья
Жена (с 23 января 1824 года) — княжна Варвара Аркадьевна Суворова (16.03.1803—22.02.1885), внучка генералиссимуса А. В. Суворова, дочь князя Аркадия Суворова от его брака с Еленой Нарышкиной. Родилась в Петербурге, крещена 26 марта 1803 года в Исаакиевском соборе при восприемстве деда А. Л. Нарышкина и графини Н. Л. Соллогуб; фрейлина двора (01.07.1817). Получила домашнее воспитание, кроме Закона Божия изучала русский, английский и французский языки, музыку, танцы и рисование. По свидетельству Ф. Ф. Вигеля, «была не хороша и не дурна собою, но скорее последнее; только на тогдашнее петербургское высшее общество, столь пристойное, столь воздержанное в речах, она совсем не походила, любила молоть вздор и делать сплетни». Была большой приятельницей братьев Булгаковых: один из них в июне 1824 года писал, что она «потолстела, похорошела и так же мила». По словам В. И. Туманского, Варвара Аркадьевна прекрасно «пела и очень умно беседовала, а муж её любил рассказывать похождения своей молодости, которая проведена была им очень весело. Этому легко верилось, ведь он считался первым красавцем в Петербурге». Одна из инициаторов, благотворительница и член Комитета о продовольствии бедных Таврической губернии.

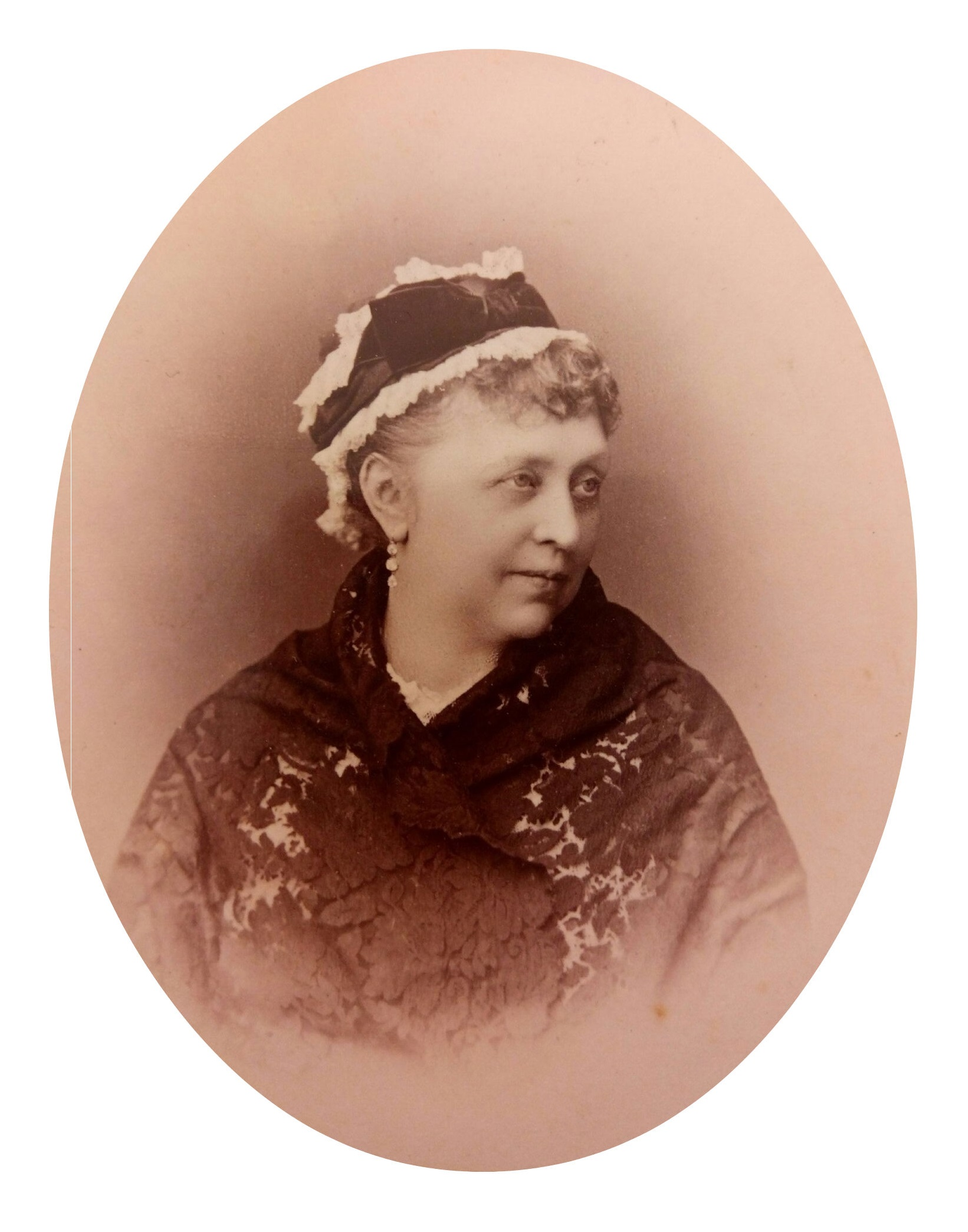
Графиня Елена Канкрина (1883)

Овдовев, 9 июля 1839 года в Штутгарте вышла замуж за своего двоюродного дядю князя A. И. Горчакова (1779—1855), но из-за разницы в возрасте брак этот не был счастливым, и супруги скоро разъехались. Последние годы жила в Ревеле, где занимала самое первое и почетное положение. В городе о ней говорили «будто она может сделать всё через брата», постоянным занятием её было принимать визиты знатных соотечественников и молиться Богу в русском соборе. Её старенький небольшой дом ежедневно посещала вся местная и выездная знать, начиная с М. Н. Галкина-Враского и Ланских до вице-губернатора Поливанова. В браке имела детей:
- Александр Дмитриевич (26.05.1825[28]—1888), крестник Александра I, одесский губернатор, его сын Александр.
- Аркадий Дмитриевич (27.10.1826[29]—1880), крестник Л. А. Нарышкина, полковник.
- Мария Дмитриевна(1828—1897), фрейлина двора (1851), в замужестве за сенатором Александром Дмитриевичем Батуриным. По отзыву племянницы, была «несправедливой и суровой, и в её доме в Ницце жилось трудно»[30].
- Елена Дмитриевна (1829—1899), в замужестве за графом Александром Егоровичем Канкриным (1822—1891), сыном Е. Ф. Канкрина.
- Сергей Дмитриевич (1831[31]—1877), его сын С. С. Башмаков.
- Михаил Дмитриевич(1834—1836).

## Награды
- Орден Святого Владимира 4 степени с бантом (22.09.1812, за Смоленск)[32]
- Орден Святой Анны 4 степени (19.12.1812, за Бородино)[33]
- Орден Святой Анны 2 степени (03.06.1813), алмазные знаки к ордену (11.11.1814)
- Золотая шпага с надписью — «За храбрость» (09.11.1813, за Кульм)[34]
- Монаршее благоволение (18.05.1823[35]и 8.08.1823[36], за смотры)
- Орден Святого Владимира 3 степени (21.06.1826)[37]
- Орден Святого Станислава 2 степени (04.09.1834)[38]
- Серебряная медаль «В память Отечественной войны 1812»
- Бронзовая дворянская медаль «В память Отечественной войны 1812»
- Орден Pour le Merite
- Кульмский крест